# أدولفو سواريز إيلانا
أدولفو سواريز إيلانا هو محامي وماتادور وسياسي إسباني، ولد في 5 مايو 1964 في مدريد في إسبانيا. نشط حزبياً في الحزب الشعبي. في انتخابات مجلس النواب الإسباني في نوفمبر 2019 ‏، انتخب عضو مجلس النواب الإسباني ‏ عن دائرة مدريد ‏ لترشحه ضمن قائمة الحزب الشعبي، وقد انضم خلال فترته النيابية ‏ (3 ديسمبر 2019 – ) للكتلة البرلمانية Popular parliamentary group ‏ وفي 2019 Spanish General elections in Madrid ‏، انتخب عضو مجلس النواب الإسباني ‏ عن دائرة مدريد ‏ وقد انضم خلال فترته النيابية ‏ (8 مايو 2019 – 3 ديسمبر 2019) للكتلة البرلمانية Popular parliamentary group ‏.